# ロマン・スヴャトスラヴィチ
ロマン・スヴャトスラヴィチ（ロシア語: Роман Святославич、? - 1079年8月2日）はキエフ大公スヴャトスラフの次男である。トムタラカニ公。通称クラスヌィー（直訳：赤い、美しい、尊い、などの意）。
1069年に兄のグレプがノヴゴロド公となった後にトムタラカニ公となった。1078年、弟のオレグ、スモレンスク公ヴャチェスラフの子のボリス(ru)と共に、チェルニゴフ付近でキエフ大公イジャスラフらと戦った(ru)。この戦いに敗北した後はポロヴェツ族と同盟を結び、1079年にペレヤスラヴリへと駒を進めた。しかしキエフ大公フセヴォロドがポロヴェツ族との協定締結に成功したため、ロマンとポロヴェツ族との同盟関係は破綻した。その後まもなく、ロマンはポロヴェツ族に殺された。なお、ロマンはルーシ諸公同士の内戦において、初めてポロヴェツ族と連携した公として知られる。